# Morane-Saulnier S
El Morane-Saulnier S, también conocido como MoS.10, fue un gran bombardero biplano bimotor diseñado y construido en Francia por la compañía Morane-Saulnier en 1915

## Diseño y desarrollo
Propulsado por dos motores Renault 12E V12 refrigerados por agua de 190 kW (250 hp), con radiadores laterales Hazet, el único S construido recibió la designación MoS.10 del STAé y la matrícula MS-625.

## Variantes
Type S
Designación de compañía para la versión propulsada por Renault 12E V12 de 190 kW (250 hp), uno construido.
MoS.10 B.3
Designación oficial del STAé del Gobierno francés para el Type S.
Type Y
Designación de compañía para la versión propulsada por Hispano-Suiza 8Aa V8 de 110 kW (150 hp), no construida.
MoS.24 B.3
Designación oficial del STAé del Gobierno francés para el Type Y.

## Operadores
Francia
- Aéronautique Militaire

## Especificaciones (Type S)
Referencia datos: Jane's Fighting Aircraft of World War I,

### Características generales
- Tripulación: Tres
- Envergadura: 26 m (85,3 ft)
- Superficie alar: 108 m² (1162,5 ft²)
- Peso cargado: 3000 kg (6612 lb)
- Planta motriz: 2× motor en línea V12 refrigerado por agua Renault 12E.
  - Potencia: 190 kW (262 HP; 258 CV) cada uno.
- Hélices: 1× bipala de madera de paso fijo por motor.

### Rendimiento
- Velocidad máxima operativa (Vno): 145 km/h (90 MPH; 78 kt)

### Armamento
- Bombas: Hasta 1200 kg

## Aeronaves relacionadas

### Secuencias de designación
- Secuencia Alfabética (interna de Morane-Saulnier): ← O - P - Q - S - T - TRK - U - V - WR - X - Y - AC - AE - AF →
- Secuencia MoS._ (interna de Morane-Saulnier): ← MoS.7 - MoS.8 - MoS.9 - MoS.10 - MoS.11 - MoS.12 - MoS.13 -- MoS.21 - MoS.22 - MoS.23 - MoS.24 - MoS.25 - MoS.26 - MoS.27 →